# Two of Us
"Two of Us" é uma canção de 1969 da banda inglesa The Beatles, composta por Paul McCartney, embora, em sua entrevista de 1980 para a revista Playboy, John Lennon tenha alegado tê-la composto. A canção é creditada, como quase todas da banda, a Lennon/McCartney. Tanto Lennon quanto McCartney cantam-na num dueto, e a canção foi composta para Linda Eastman, futura esposa de McCartney, embora pareça, ocasionalmente, se referir ao próprio Lennon, cuja relação com McCartney estava tensa na época.
"Two of Us" foi lançada originalmente no álbum Let It Be, e posteriormente lançada nos álbuns Anthology 3 e Let It Be… Naked.

## Produção

### Contexto
"Two of Us" originalmente começou como uma canção rock, com uma forte pegada de bateria no estilo "Peggy Sue". No filme Let It Be, McCartney e Lennon cantam a canção no estilo "roqueiro", ambos no mesmo microfone. A canção perdeu sua inclinação para o rock à medida que Paul passou a trabalhar sobre a composição em janeiro de 1969, e ela tornou-se uma canção mais introspectiva. Os Beatles tocaram uma versão terminada da canção ao vivo nos estúdios da Apple, em 31 de janeiro de 1969; esta performance foi incluída tanto no álbum como no filme Let it Be.

### Instrumentação
Violões são os intrumentos primários da canção, embora ela também conte com uma linha de baixo tocada por George Harrison em sua Telecaster. Ringo Starr acrescentou uma batida mais leve, com um bumbo em cada batida e uma caixa ligando os versos à ponte.

### Introdução
No início da gravação, Lennon grita: 
"'I Dig a Pygmy', by Charles Hawtrey and the Deaf Aids... Phase One, in which Doris gets her oats!"
 O grito foi mixado à gravação por Phil Spector para o álbum Let It Be, e também apareceu no filme Let It Be, ambos lançados em 1970.

## Crédito de autoria
Em sua entrevista de 1980 para a revista Playboy, Lennon aparentemente alegou que teria composto a canção, mas que poderia ter estado distraído na época por uma pergunta anterior, sobre "Don't Let Me Down."
Playboy: "Don't Let Me Down"? ("Não me decepcione?")
Lennon: That's me, singing about Yoko. ("Sou eu, cantando sobre a Yoko.")
Playboy: "Two of Us"? ("Dois de Nós?")
Lennon: Minha. A propósito, Rod Stewart transformou "Don't Let Me Down" em [canta] 'Maggie don't go-o-o.' Esta é uma que os produtores nunca perceberam...
O estilo da canção é muito mais próximo ao estilo no qual McCartney compunha na época, e com raras exceções o compositor "primário" também cantava na gravação da música - e McCartney assume os vocais principais na canção.

## Créditos
- Paul McCartney: vocal principal, violão solo.
- John Lennon: vocal de apoio, violão rítmico e assobios.
- George Harrison: linhas de baixo na guitarra.
- Ringo Starr: bateria.